# Američki znakovni jezik
Američki znakovni jezik (ASL, Ameslan; ISO 639-3: ase) znakovni jezik gluhih osoba koji se koristi na području SAD-a, ali i nekim drugim zemljama, kao u Kanadi, Barbados, Benin, Bolivija, Burkina Faso, Srednjoafrička Republika, Čad, Kina, Obala Bjelokosti, Demokratska Republika Kongo, Gabon, Gana, Jamajka, Kenija, Madagaskar, Mauritanija, Nigerija, Filipini, Singapur, Togo, Zimbabve.
na području SAD-a njime se koriste i djeca čiji su roditelji gluhe osobe. Ima između 100 000 i 500 000 osoba koje ga koriste kao prvi jezik (VanCleve 1986) od oko 2 000 000 gluhih osoba SAD-a (1988). 
Dijalekti: znakovni jezik američkih crnaca i tactile ASL (skračeno od American Sign languaage; često i TASL). raširen je kroz SAD. TASL-om se komunicira i dodirom s gluho-slijepim dijelom populacije, osobito onima s usherovim sindromom, čija se koncentracija nalazi na području Louisiane i u Seattleu. Ima svoj vokabular i gramatiku.
Američki znakovni jezik (ASL) različit je od znakovanog engleskog, naime, ima svoju gramatiku i svoje specifičnosti ne vezane za govoreni engleski. Znakovani engleski vizualna je reprezentacija govorena engleskog jezika u kojem znakovi, vokabular ASL-a prati rečeničnu konstrukciju govorena engleskog jezika. 

## Vanjske poveznice
- Ethnologue (14th)
- Ethnologue (15th)